# Antezana (Alava)
Pour les articles homonymes, voir Antezana.
Antezana en espagnol ou Andetxa en basque, qui est actuellement son nom officiel est un village et un conseil appartenant à la commune de Vitoria-Gasteiz dans la province d'Alava en Pays basque (Espagne).
Ce village se situe à 12 km au nord-ouest de la ville de Vitoria-Gasteiz.
Sa population a sensiblement diminué depuis le milieu du XXe siècle, puisqu'en 1960 on comptait encore 113 habitants et est descendu jusqu'à 86 habitants en 2008.
À souligner dans ce village l'église de San Miguel qui date du XVIIIe siècle-XIXe siècle.
Les festivités patronales ont lieu le 29 septembre.

## Démographie
| 2000 | 2001 | 2002 | 2003 | 2004 | 2005 | 2006 | 2007 |
| ---- | ---- | ---- | ---- | ---- | ---- | ---- | ---- |
| 78   | 79   | 76   | 74   | 76   | 78   | 83   | 80   |